# 苏州太湖国家旅游度假区
苏州太湖国家旅游度假区位于中国江苏省苏州市，是一个国家旅游度假区。以国家苏州太湖旅游度假区之名列为吴中区下辖的一个类似乡级单位。

## 行政区划
下辖以下地区：
国家苏州太湖旅游度假区虚拟社区。